# 塞姆斯丁·居纳尔塔伊
麦赫迈德·舍姆斯丁·居纳尔塔伊(Mehmet Şemseddin Günaltay) (土耳其語發音：[ʃemseˈtin ɟynaɫˈtaj];1883年—1961年10月19日) 土耳其历史学家、政治人物，1949年至1950年担任土耳其总理，他是土耳其共和人民党一党政治时代的最后一个总理。

## 生平
居纳尔塔伊1883年出生于奥斯曼帝国马穆雷特阿齐兹行政区(Mamuret-ul-Aziz)的凯马利耶镇(Kemaliye)，在师范学院毕业后，前往瑞士的洛桑大学物理系留学。
回到土耳其后，他在许多高中担任教师和校长。在这期间，他认识了兹亚·戈卡尔普(Ziya Gokalp),，一个杰出的泛突厥主义理论家。受他的影响，他开始进行研究土耳其的历史。1914年，他被任命为伊斯坦布尔大学的历史教授和文学院院士。后来，他在同一大学担任神学院院长。
1915年，他作为工会和进步委员会成员当选为奥斯曼帝国议会比莱吉克省议员，直到其解散。与此同时，他继续在大学讲课。
土耳其独立战争期间，他加入了“安纳托利亚和鲁来利亚权利国防协会”。1923年土耳其共和国成立后，居纳尔塔伊进入土耳其大国民议会，当选为锡瓦斯省共和人民党议员，直到1950年。1950年和1954年之间，他是代表埃尔津詹省的议员。
1949年1月16日在哈桑·萨卡总理辞职后，居纳尔塔伊被伊斯梅特·伊纳尼总统任命为新总理，1950年5月22日大选之后，民主党获胜，民主党的阿德南·曼德列斯接管了政府。
1961年10月19日居纳尔塔伊因前列腺癌在伊斯坦布尔去世，根据他的遗愿，他被安葬在安卡拉他女儿的坟墓旁边。
从1941年居纳尔塔伊担任土耳其历史协会的负责人，直到他去。

## 著作
- Zulmetten Nura (《从黑暗到光明》)
- Hurafattan Hakikata (《从迷信到现实》)
- İslam Dini Tarihi (《伊斯兰教的历史》)
- Maziden Atiye (《从过去到未来》)